# Amfibieëntrek

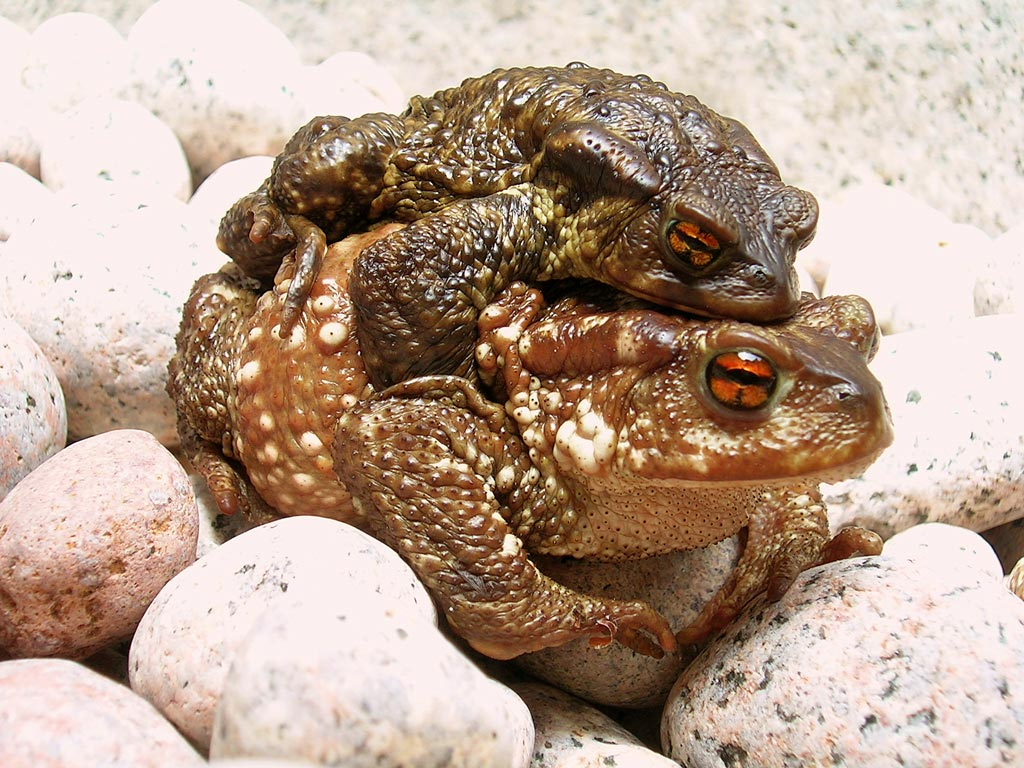
Trekkende gewone padden (Bufo bufo) in amplexus

De amfibieëntrek of paddentrek is het verschijnsel dat zich elk jaar voordoet bij een aantal soorten amfibieën van gematigde streken. De dieren komen praktisch gelijktijdig uit hun winterslaap en trekken dan massaal naar een nabijgelegen poel, plas of gracht om hun eieren af te zetten en te bevruchten.
In België en Nederland zijn de bekendste trekkers onder de amfibieën de gewone pad (Bufo bufo) en de bruine kikker (Rana temporaria), maar ook andere kikkers en padden vertonen trekgedrag, zoals de rugstreeppad (Bufo calamita) en de heikikker (Rana arvalis).
Ook salamanders trekken, vooral de alpenwatersalamander (Mesotriton alpestris), de kleine watersalamander (Lissotriton vulgaris), de vinpootsalamander (Lissotriton helveticus) en de kamsalamander (Triturus cristatus).

## Trekgedrag bij amfibieën

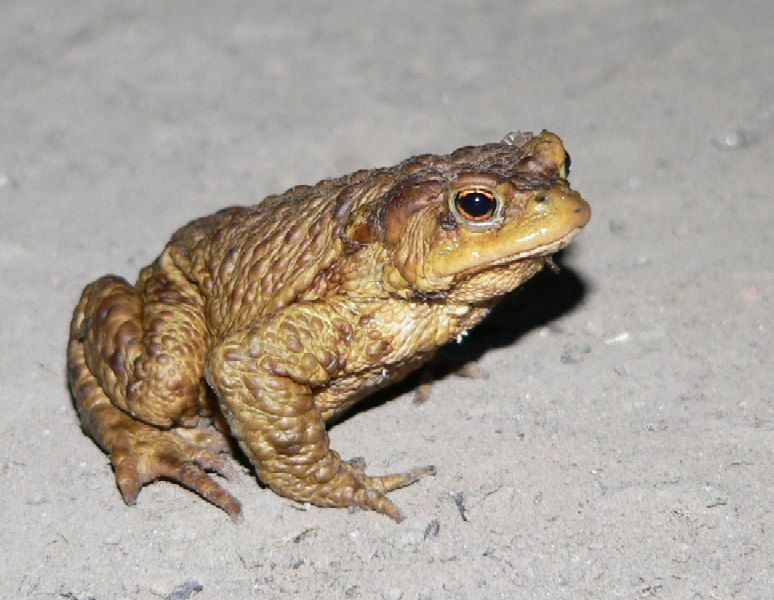
Mannetje gewone pad tijdens de trek.

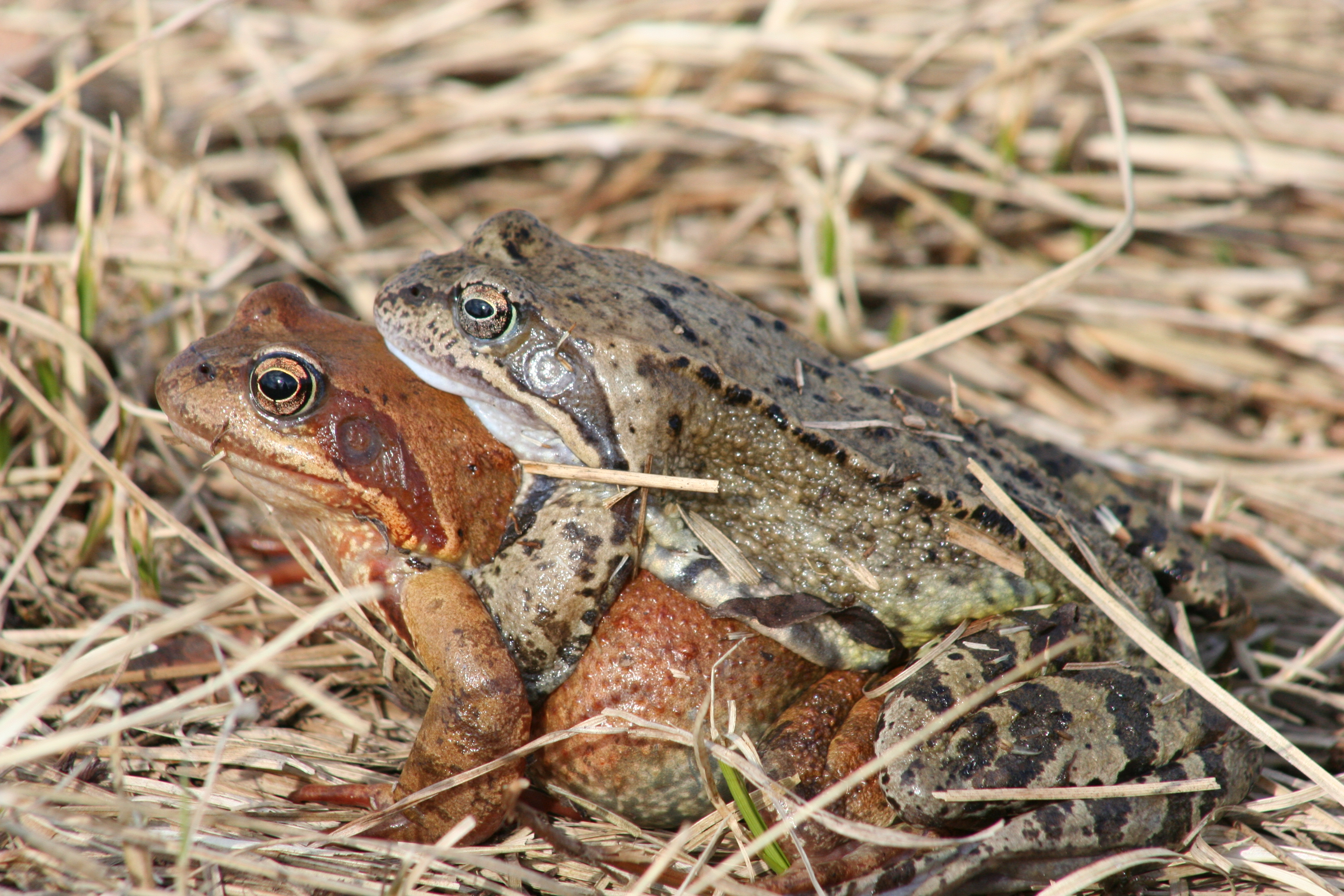
Bruine kikkers (Rana temporaria) in amplexus.

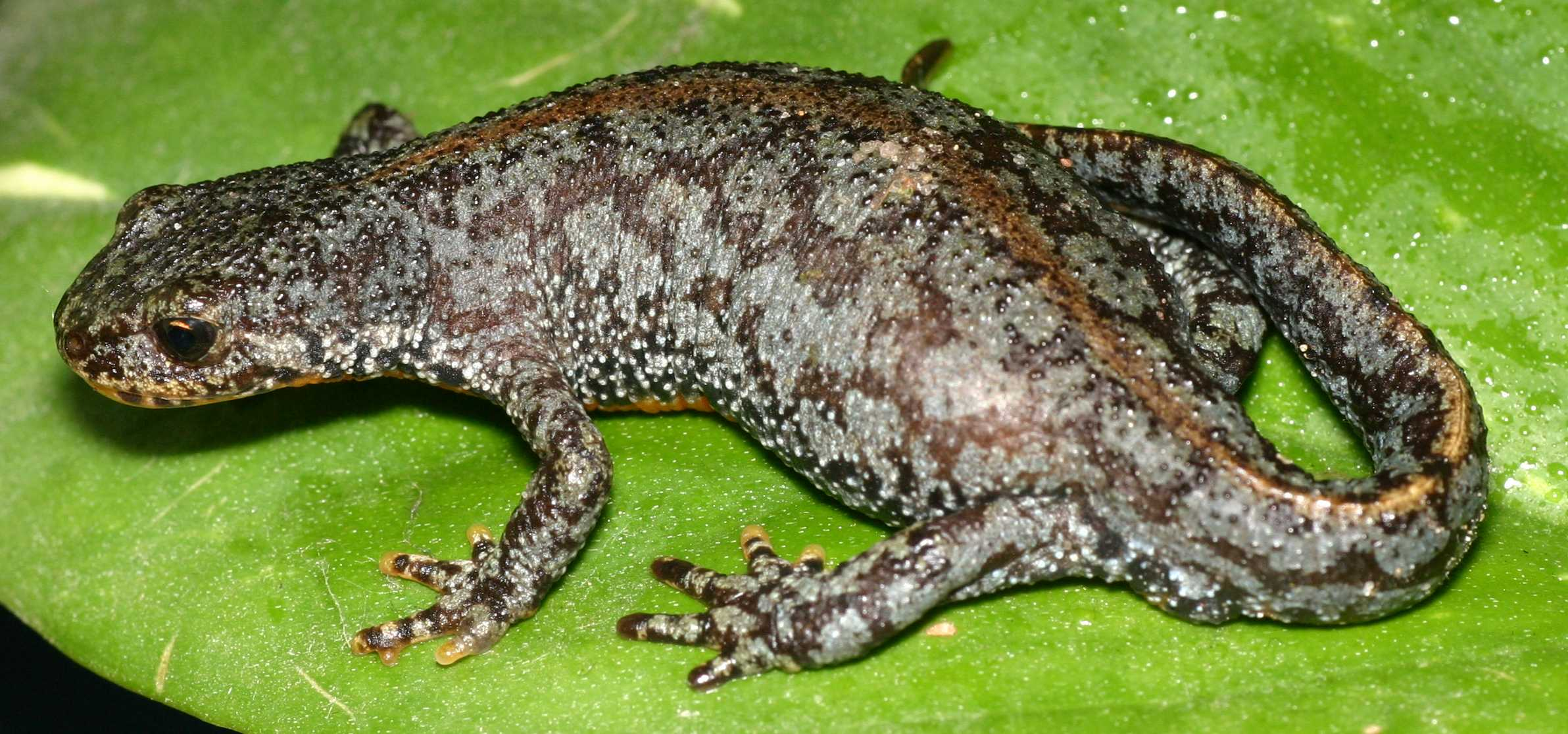
Alpenwatersalamander (Mesotriton alpestris) in landfase.

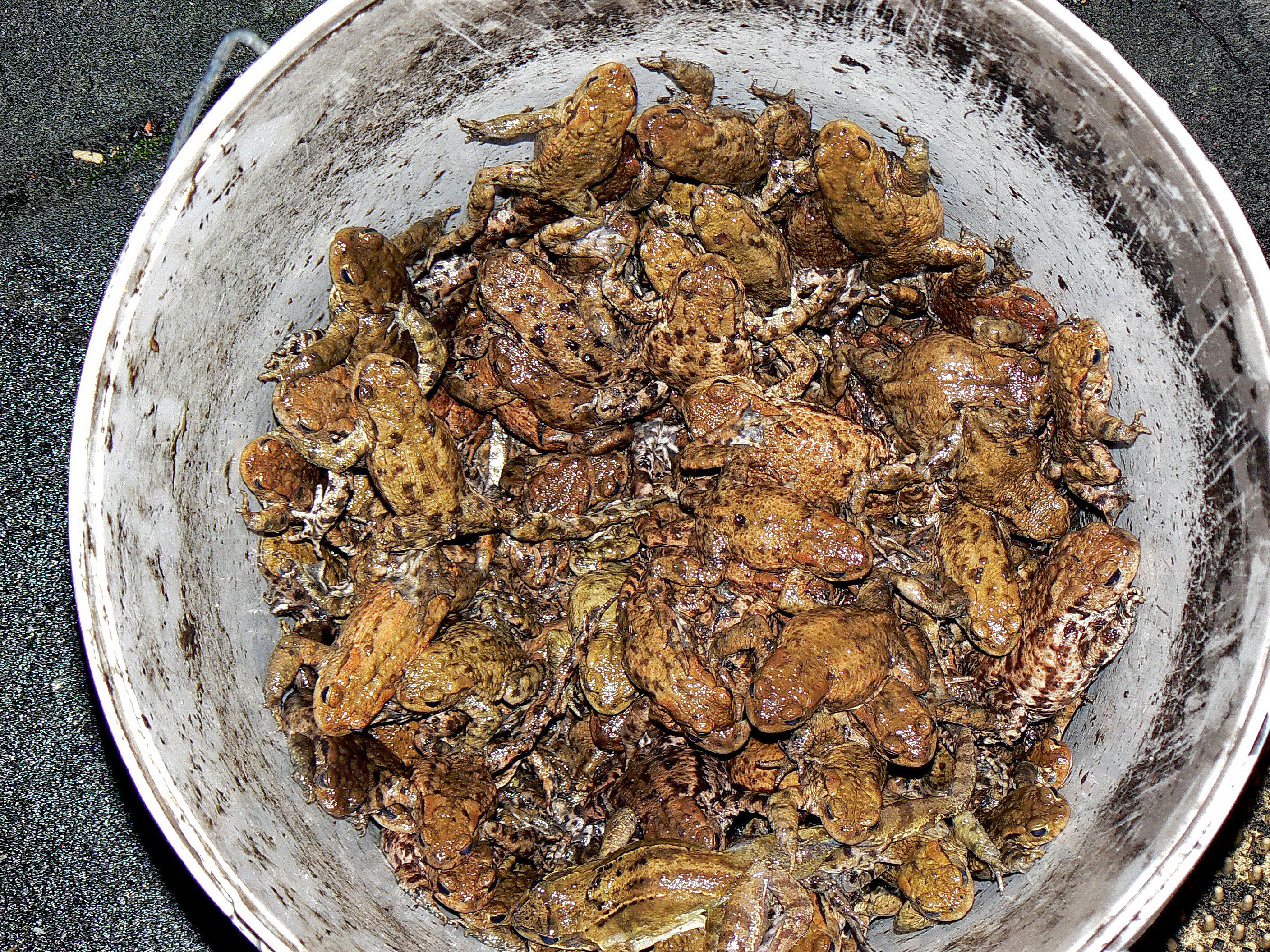
Resultaten van een raapactie in Brasschaat, België

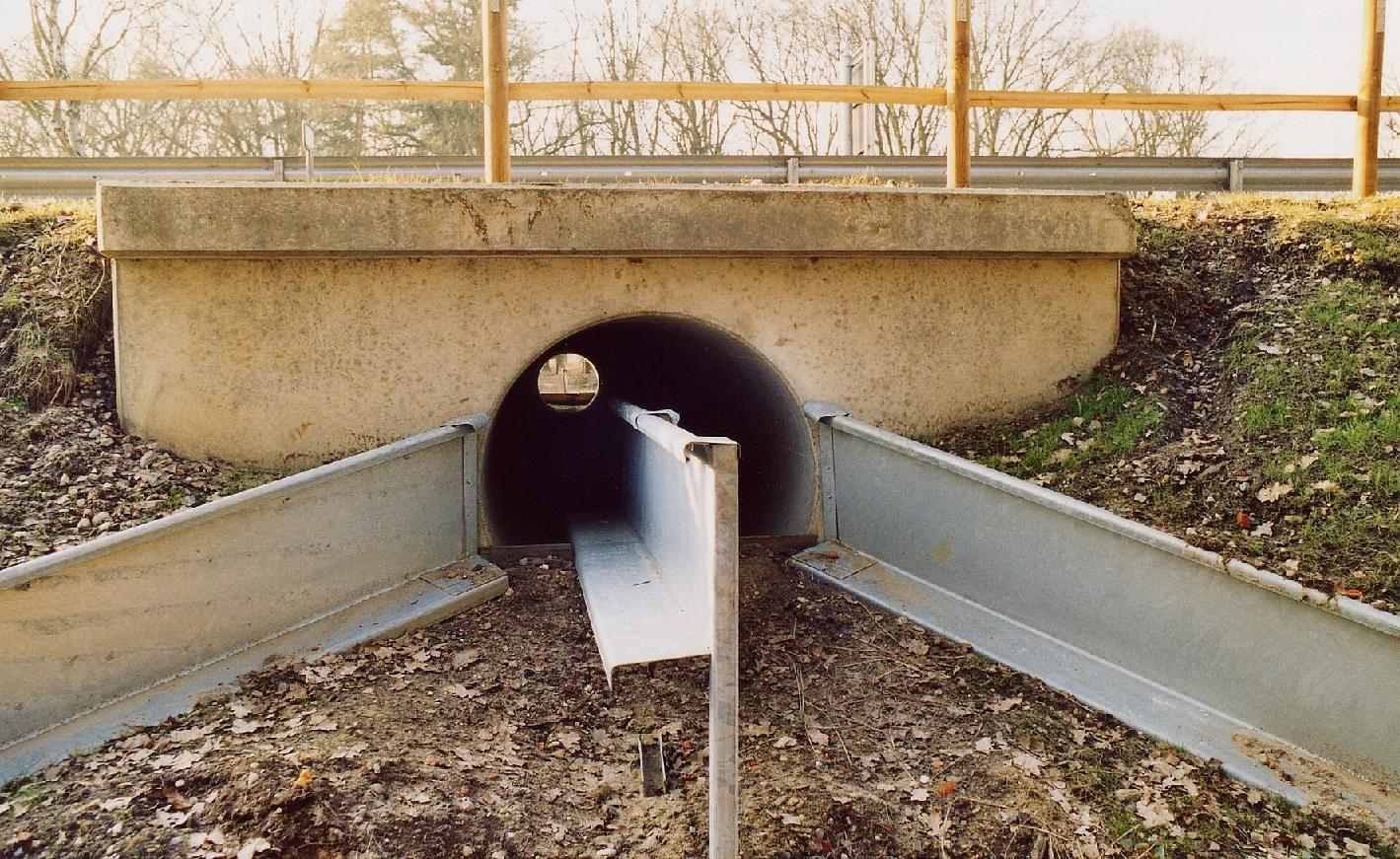
Amfibieëntunnel in Duitsland

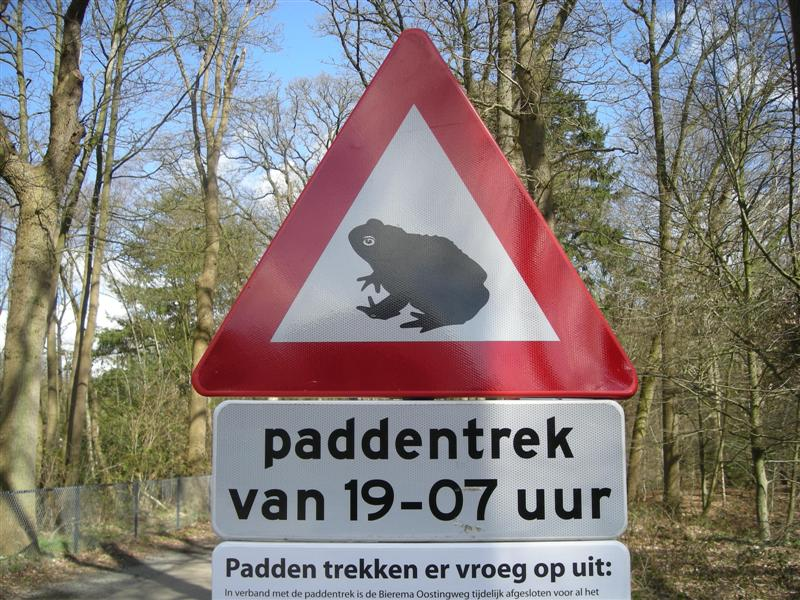
Bord paddentrek Parkgebied Oranjewoud

### Kikkers en padden
De meeste amfibieën overwinteren in bosgebieden, onder boomstronken of houtstapels, in de strooisellaag of in holen en gaten in de grond.
Zodra de temperatuur in het voorjaar boven een bepaald minimum uitkomt, komen zij tevoorschijn en trekken in de richting van een nabijgelegen poel of gracht. Padden en kikkers kunnen daarbij afstanden tot 1,5 km afleggen. Ze trekken daarbij in rechte lijn, en nemen eventuele hindernissen erbij. Hoe ze zich daarbij oriënteren, is de wetenschap nog niet duidelijk.
De mannetjes beginnen eerst te trekken, maar doen er lang over omdat ze onderweg trachten een partner te strikken. Vrouwtjes, die groter worden en ook herkenbaar zijn aan de opgezwollen buik vol met eitjes, starten later maar treuzelen minder. Op warme avonden zitten de mannetjes met tientallen op open, vlakke plaatsen te wachten op de passerende vrouwtjes. Ze grijpen met de sterk gespierde voorpoten het lichaam van de vrouwtjes vast in de paargreep of amplexus en laten zich meevoeren naar de voortplantingspoel.
De lentetrek gaat met pieken voort tot ongeveer eind maart. Op koude dagen stopt alle beweging; als het na een lange koude periode terug warm wordt, hervat de trek zich met een nieuwe piek.
In de poel, plas of gracht worden de eitjes afgezet en bevrucht (zie voortplanting van amfibieën), en vervolgens trekken de meeste dieren weg naar hun zomerbiotoop waar ze de rest van het voorjaar en de zomer verblijven en zich vol eten.
In het najaar trekken ze dan terug naar het overwinteringsgebied en verdwijnen voor enkele maanden onder de grond. Deze najaarstrek vertoont minder pieken dan de voorjaarstrek en is meer gespreid in de tijd.

### Salamanders
Het gedrag van trekkende salamanders is vergelijkbaar met dat van padden en kikkers, maar de dieren trekken alleen en vormen pas koppeltjes in de poel van hun keuze.

### Paddenregen
De ontwikkeling van de eitjes en larven duurt enige weken, maar doordat de meeste eieren rond diezelfde tijd en op dezelfde plaats gelegd zijn, komt er een moment waarop de jonge padden en kikkers, één of twee cm groot, allemaal tegelijk het water gaan verlaten. Dat gebeurt meestal op een regenachtige avond, wat waarschijnlijk de aanleiding is geweest om te spreken van een paddenregen.
De jonge amfibieën verspreiden zich in het zomerbiotoop en gaan ook in het najaar in winterslaap. Het eerste jaar en tot hun volwassenheid zullen zij echter nog niet deelnemen aan de jaarlijkse lentetrek.

## Bedreigingen en bescherming

### Overzetacties
Het trekgedrag van amfibieën valt vooral op wanneer de trekroute een weg kruist. Dan vinden tientallen, soms honderden dieren een einde onder de wielen van voorbijrijdende auto's, of worden door de snelheid van de voertuigen tegen het koetswerk geslagen.
Natuurverenigingen proberen dit te verhelpen door het organiseren van overzetacties. Vooral raapacties, waarbij de dieren van de weg worden geraapt, en afsluitingen met schermen en emmers komen veel voor. Door het betrekken van vrijwilligers, jeugdgroepen en scholen, trachten zij aandacht voor de problematiek te krijgen en gelijktijdig het publiek in aanraking te brengen met dit natuurfenomeen. Ook staan er gedurende de paddentrek speciale waarschuwingsborden langs de weg, zoals te zien is op de foto rechtsboven.

### Structurele maatregelen
Op de lange duur zijn overzetacties niet meer voldoende en moet er gezocht worden naar meer structurele en blijvende maatregelen.
De weg afsluiten (soms met slagbomen) is daarbij de meest aangewezen optie, maar niet altijd praktisch. Een veelgebruikt maar duur alternatief zijn amfibieëntunnels, halfopen tunnels onder de weg in combinatie met vaste afsluitingen.

## Bijzonderheden
- De trek begint meestal eind januari, begin februari. In koude winters kan dat moment zelfs uitlopen tot in maart. Door de warme winters van de laatste jaren begint de trekperiode echter steeds vroeger, en in 2007 zijn de eerste trekkende amfibieën al begin januari opgemerkt. Deze evolutie wordt ook in het buitenland vastgesteld.[2] Naast de temperatuur zou ook het aantal zonne-uren een rol spelen bij het bepalen van de trekdatum.
- De meeste amfibieën zijn schemer- en nachtdieren, en ook de trek vindt enkel ’s avonds en ’s nachts plaats. Ze zijn poikilotherm (koudbloedig), en weinig beweeglijk bij een lage temperatuur. In de praktijk blijkt de minimumtemperatuur om trek te zien ongeveer 7 °C te zijn. Amfibieën hebben ook een waterdoorlaatbare huid, dus avonden met (mot)regen genieten de voorkeur. Temperatuur en luchtvochtigheid zijn bij vele amfibieën de belangrijkste factoren.[3]
- Tijdens de zogenaamde landfase kunnen amfibieën er anders uitzien dan in de meer bekende waterfase. Hun huid is minder doorlaatbaar, en bij padden droger en wrattiger. Mannetjessalamanders hebben nog niet de typische kam die ze enkele weken later in de paartijd hebben, en zien er ook doffer en donkerder van kleur uit.
- Er wordt weleens beweerd dat amfibieën steeds terugkeren naar de poel waar ze geboren zijn. Er zijn studies over salamanders die aantonen dat bijna de helft tot driekwart van de populatie steeds terugkeert naar dezelfde poel.[4]
- Amfibieën eten pas nadat ze gepaard hebben, alhoewel ze gedurende de hele periode van de winterslaap niet gegeten hebben.
- Groene kikkers trekken niet of nauwelijks. Zij overwinteren dikwijls in de modder van hun poel.